# Panamint Springs
Panamint Springs est un recours du comté d'Inyo, en Californie, dans le sud-ouest des États-Unis. Elle est située dans la Panamint Valley au sein du parc national de la vallée de la Mort.